# فريتز هدسون
فريتز هدسون (بالإنجليزية: Frederic Hudson)‏ هو صحفي أمريكي، ولد في 25 أبريل 1819 في كوينسي في الولايات المتحدة، وتوفي في 21 أكتوبر 1875 في كونكورد في الولايات المتحدة.